# 5959 Shaklan
5959 Shaklan (1989 NB1) là một tiểu hành tinh vành đai chính được phát hiện ngày 2 tháng 7 năm 1989 bởi E. F. Helin ở Palomar.